# Heinrich Bernhard Oppenheim
Heinrich Bernhard Oppenheim (ur. 20 lipca 1819 we Frankfurcie nad Menem, zm. 29 marca 1880 w Berlinie) – niemiecki prawnik, filozof, publicysta i liberalny polityk. Uważany za autora pojęcia "socjalizm z katedry".

## Życiorys
Pochodził z rodziny żydowskich bankierów z Frankfurtu. Studiował prawo w Getyndze, Heidelbergu i Berlinie. Z powodu pochodzenia nie przyznano mu jednak habilitacji. W 1841 został prywatnym docentem nauk politycznych i prawa międzynarodowego w Heidelbergu.
W latach 40. zajął się publicystyką polityczną. W 1848 zaangażował się po stronie rewolucji, na jej radykalno-demokratycznym skrzydle. Brał udział w wydawaniu czasopisma Die Reform.
W 1861 przystąpił do partii postępowej (Deutsche Fortschrittspartei). W tym samym roku zaczął wydawać – wkrótce zamknięty przez cenzurę – Jahrbuch fuer Politik und Literatur. W 1866 przyłączył się do narodowych liberałów, popierając politykę Bismarcka, zmierzającą do zjednoczenia Niemiec.
Z czasem zwrócił się ku sprawom socjalnym, w tym opieki społecznej nad ubogimi. W 1874 został wybrany do Reichstagu. Sprzeciwił się wprowadzeniu ceł ochronnych w 1879. Zwiększyły one rentowność niemieckiego rolnictwa i przemysłu, wzmocniły pozycję junkrów i burżuazji, ale przyczyniły się do wzrostu cen żywności i zubożenia robotników.

## Dzieła
- Philosophie des Rechts und der Gesellschaft, pierwsze wydanie 1847; wznowienie w opracowaniu Hermanna Klennera z 2007.
- Unsere Ideale und Enttäuschungen in Frankreich und England wyd. 1860.
- Der Kathedersozialismus, Berlin 1872.
- Vom gescheiterten Steuererlaß, Zur Geschichte des Börsenschwindels, Über Parteibildungen, [w:] Die Gegenwart, t. 1, 1872.
- Über volkswirtschaftliche Kongresse, Blumenlese auf der Eisenacher Sozialkonferenz, Steuerfragen, [w:] Die Gegenwart, t. 2, 1872.
- Die Wahrheit über die Gewerkvereine, [w:] Die Gegenwart, t. 3, 1873.
- Die Gewerbefreiheit und der Arbeitsvertrag, "Deutsche Volksschriften", t. 5, Wrocław 1879.